# 진푸충

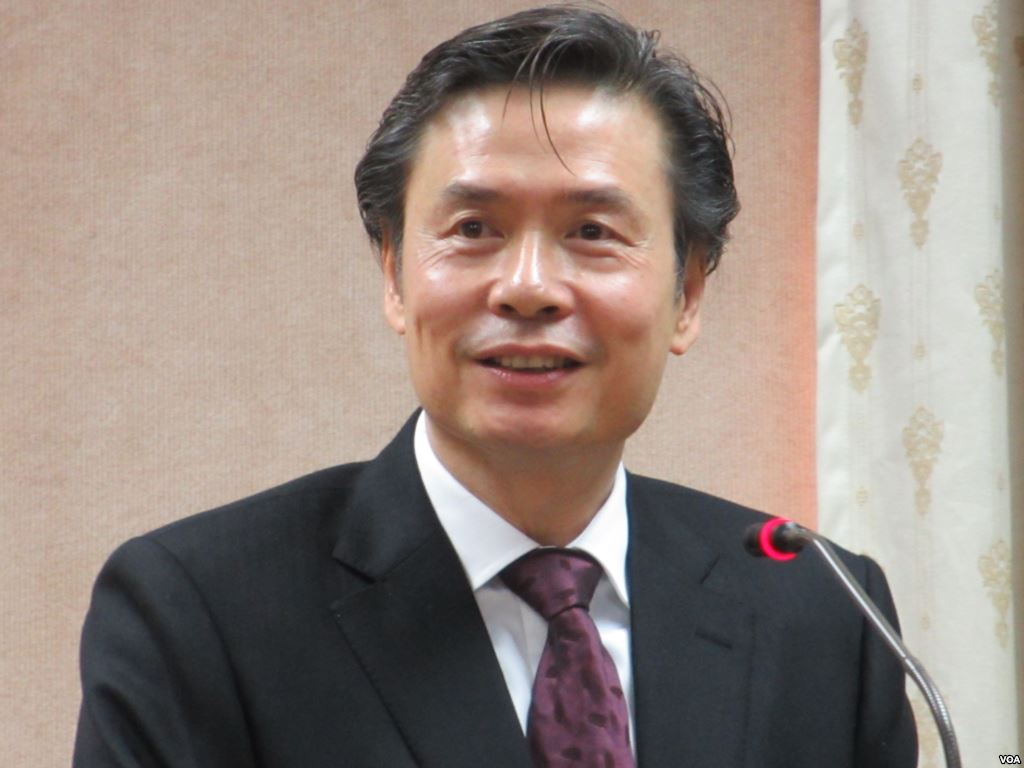
진푸충

진푸충(중국어: 金溥聰, 1956년 8월 30일 ~ )은 중화민국 타이난시에서 출생하였다.  민족은 만주족이고 중화민국 전 총통 마잉주의 주요 막료이다. 타이베이시 부시장, 중국 국민당 비서장이고 2012년 중화민국 총통선거 전국경선본부 집행총간사였다. 그리고 주미국 중화민국 대표, 중화민국 국가안전회의 비서장을 역임하였으나 2015년 2월 6일에 건강 문제로 인하여 사직을 하였다. 동년 6월에는 총통부 자정(資政)으로 임명되었다.

## 같이 보기
- 마잉주
- 주미국 타이베이 경제문화대표처